# Ansitz Pardell

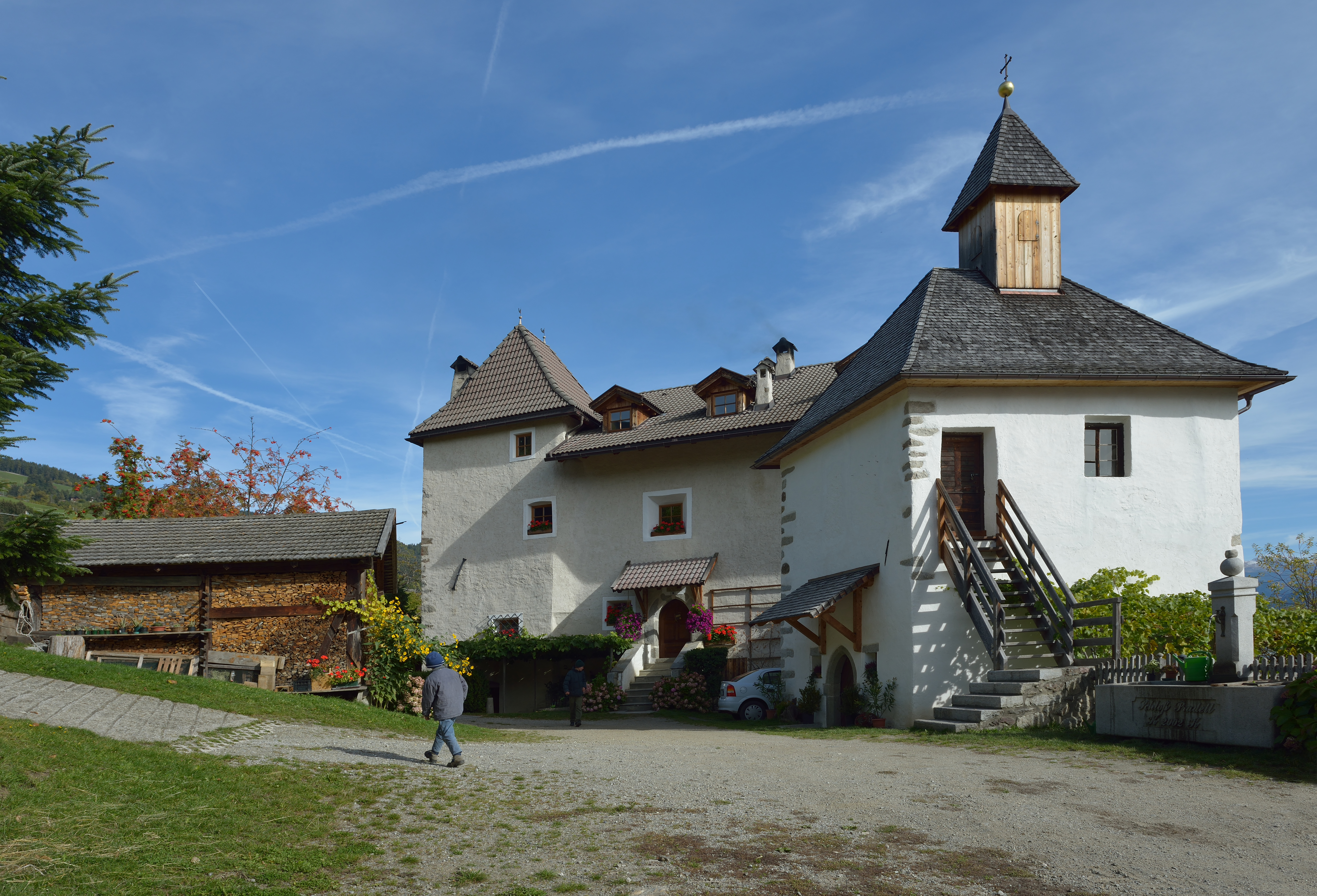
Ansitz Pardell, links der alte Wohnturm, vorn die Sebastianskapelle

Der Ansitz Pardell befindet sich ein wenig oberhalb des Ortes Villanders mit Blick ins Eisacktal oberhalb von Klausen in Südtirol.

## Geschichte

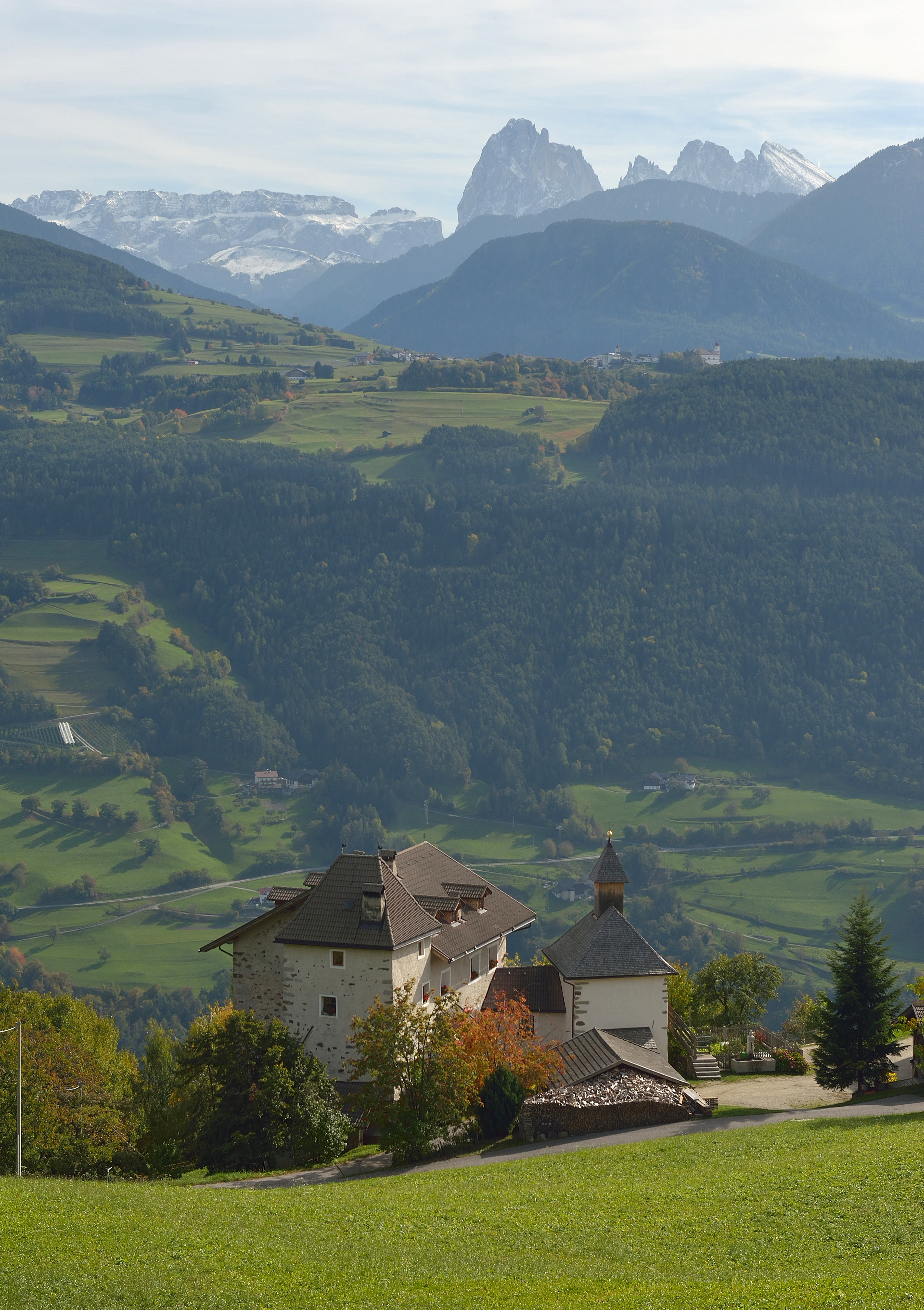
Blick über den Ansitz ins Eisacktal bis zu den Dolomiten

1293 kauft Randold Vilanders von Pardell Gericht und Burg Wolkenstein und wird so zum Stammvater der Grafen von Wolkenstein. Zu Beginn des 14. Jahrhunderts wird der Wohnturm erbaut. Zu Beginn des 15. Jahrhunderts leben von den einst zahlreichen Vilandrer Familien nur noch wenige Mitglieder. 1410 kommt das Anwesen mit dem Ableben des Siegmund Vilanders von Pradell in die Hände der Sparrenberg. Hundert Jahre später durch Heirat an die Freiherren von Madruz (Madrutz, Madruzzo). Diese bauen den Turm zu einem Ansitz aus. Danach gelangt das Anwesen ebenfalls durch Heirat an die Grafen von Wolkenstein-Trostburg.

## Beschreibung
Der Ansitz geht im Kern auf einen mittelalterlichen Wohnturm zurück, dessen Errichtung um 1300 für die Familie Pardell begonnen wurde. Dieser wurde im beginnenden 16. Jahrhundert durch andere Bauten zu einem Ansitz ergänzt und deutlich umgestaltet. Der dreigeschossige nahezu quadratische Wohnturm mit steilem Walmdach wurde längsseitig um einen doppelt so breiten, rechteckigen, zweigeschossigen Anbau mit Satteldach erweitert und ist auf der zum Tal steil abfallenden Längsseite des Rechteckbaus mit kurzen Ansatzmauern gestützt. Auf der kurzen, dem Wohnturm abgewandten Seite ist das Anwesen mit einer schmalen Auslucht versehen. Vermutlich in frühen Zeiten ein zum Boden durchgezogener Aborterker oder separierter Treppenaufgang. An der bergseitigen Längsseite des rechteckigen Anbaus mittig eine gemauerte Freitreppe mit steingerahmter Spitzbogentür, darüber befindet sich das Wappen der Madruz. Die Stube weist eine spätgotische Balkendecke auf.
Zum Anwesen gehört auch die zweigeschossige Sebastianskapelle aus dem Beginn des 16. Jahrhunderts, die über einen schmalen kleinen eingeschossigen Anbau mit dem Haupthaus verbunden ist. Sie weist einen fast quadratischem Grundriss auf, das Walmdach wird von einem hölzernen Dachreiter mit Pyramidendach bekrönt. Ein ebenerdiger Zugang ist über eine steingerahmte Spitzbogentür, ein weiterer an der anliegenden Seite versetzt mit Holztreppe in den ersten Stock; das Kreuzgratgewölbe zeigt die Jahreszahl 1565.